# Kneiting
Kneiting ist ein Gemeindeteil der Gemeinde Pettendorf und eine Gemarkung im südlichen Gemeindegebiet im Landkreis Regensburg (Oberpfalz, Bayern). Früher bildete das Kirchdorf Kneiting zusammen mit Mariaort eine eigenständige Gemeinde, die im Zuge der Gebietsreform im Jahr 1978 in der Gemeinde Pettendorf aufging.

## Geschichte

### Ursprünge
Hügelgräber in der Umgebung belegen, dass Kneiting inmitten eines altbesiedelten Bereichs liegt. Besonders nördlich von Kneiting wurden Hügelgräber entdeckt. Unmittelbar an den Flüssen Donau und Naab gelegen, die damals noch bis zur Mündung des Regens parallel verliefen, gehörte der „offene“ Raum um Kneiting zum bayerischen Altsiedlungsland. Der Raum nördlich von Kneiting, in Richtung Pettendorf, war dagegen bis ins hohe Mittelalter bewaldet und wurde erst um das Jahr 1000 von Siedlern erschlossen.
Im 2. Jahrhundert nach Christus verlief die Grenze des römischen Reichs im Bereich Kneiting am südlichen Ufer der Donau. Auf der gegenüberliegenden Donauseite von Mariaort befand sich das Prüfeninger Kleinkastell, das um das Jahr 179 erbaut wurde und wohl zur Beobachtung von Germanenvorstößen aus dem Pettendorfer Tal oder über die Naab dienen sollte. Die Lage des römischen Kastells deutet darauf hin, dass dieser Raum schon in der Antike als Aufmarschbasis für Vorstöße in den Zentralort Regensburg diente.
Zudem erscheint es laut Manfred Kroneder wahrscheinlich, dass die Römer bei Kneiting, also nördlich der Donau, einen Siedlungsposten unterhielten. Kroneder verweist darauf, dass einige topographische Besonderheiten und spätere geschichtliche Entwicklungen es nahelegen, dass die Römer von Kneiting aus Weinberge bei Winzer (heute ein Ortsteil von Regensburg) bewirtschafteten. Auch der Historiker Schuegraf verwies auf einen strategisch wichtigen Wach- und Signalturm der Römer nördlich der Donau bei Kneiting.

### Historische Begebenheiten von 1212 bis 1809
Im Jahr 1212 wurde Kneiting erstmals in einer Urkunde des Schottenklosters St. Jakob in Regensburg erwähnt. Diese Urkunde bezeichnet den Ort als „Chneutingen“. Auch in späteren Urkunden wechseln die Bezeichnungen für Kneiting häufig. So wird der Ort in Urkunden 1219 „Chnaeting“, 1316 „Chneutting“, 1420 „Knäwtting“, 1477 „Kneyting“ und 1556 „Khneitting“ benannt.
In siedlungsgeographischer Hinsicht bedeutsam waren zu dieser Zeit der Weinbau bei Kneiting und Winzer (heute ein Stadtteil von Regensburg) sowie die Zugehörigkeit zum Regensburger Schottenkloster St. Jakob. Das Schottenkloster besaß nach dessen Chronik im Jahr 1212 3 Hofstätten, 9 Weingärten, 44 Äcker, 3 Wiesen und 2 Gärten bei Kneiting. Im Jahr 1720 wies das Kloster als Besitzungen bei Kneiting 7 Häuser, 13 Hofstätten, 14 Weinberge, 26 Äcker, 2 Wiesen und 3 Gärten aus. Diese über Jahrhunderte anhaltenden Besitzverhältnisse zeigen die Dominanz des Schottenklosters in diesem Raum. Das heutige Anwesen in der Kirchgasse 1 war zu jener Zeit der Amtshof des Klosters in Kneiting und der Zehentstadel befand sich im Bereich des heutigen Parkplatzes neben dem Friedhof.
Der Weinbau lässt sich in Kneiting vereinzelt noch bis ins 19. Jahrhundert verfolgen und einige noch heute vertretene Familiennamen (Wein, Weinmann) sowie Flurnamen (Weinberg, Weingasse) stehen damit in Verbindung. Es wurde dort der sogenannte Baierwein angebaut. Der Heilige Urban, der Schutzpatron der Weinbauern, wird auf dem Altar der Marienkapelle in Kneiting verehrt.
Im Zuge des Landshuter Erbfolgekriegs war das nördliche Umland von Regensburg im September 1504 Aufmarschgebiet der bayerischen Truppen, die ihr Feldlager auf dem Greifenberg bei Kneiting aufgeschlagen hatten. Von dort aus verheerten die Landsknechte das Umland derart, dass einige Gehöfte in der Umgebung noch fünfzig Jahre später infolge der Kampfhandlungen brach lagen. Als Ergebnis des Landshuter Erbfolgekriegs gehörte das Gebiet der Alt-Gemeinde Pettendorf nicht mehr zum Herzogtum Bayern, sondern zum neu gegründeten Fürstentum Pfalz-Neuburg. Die Orte Kneiting und Mariaort blieben dagegen weiterhin bayerisch. In der Folgezeit wurden zwischen Kneiting, Aichahof und Hinterberg Grenzsteine errichtet, von denen einige in den Fluren noch heute zu sehen sind. Mariaort wurde damit Grenzort und mit einer Zollstätte versehen.
Für beide Gemeindebereiche begann eine mehr als dreihundert Jahre anhaltende politische Trennung. Während der Raum rund um Pettendorf vom pfalz-neuburgischen Landrichteramt in Burglengenfeld verwaltet wurde, unterstanden die Orte Kneiting und Mariaort dem bayerischen Landrichter in Stadtamhof.
In der Zeit des Dreißigjährigen Krieges während der Kämpfe um Regensburg wurde der Raum um Kneiting in den Jahren 1632 und 1641 wieder zum Aufmarschgebiet für kaiserliche, bayerische und schwedische Heere. Infolge der Kriegseinwirkungen nahm die Bevölkerungszahl im Gemeindebereich um mehr als 60 % ab und viele Gehöfte standen in der Folgezeit wieder leer.
Schon 1703 wurde der Kneitinger Raum wieder in das Kriegsgeschehen einbezogen. Während des Spanischen Erbfolgekriegs belagerte der bayerische Kurfürst Max Emanuel die Reichsstadt Regensburg, um diese seinem Fürstentum einzuverleiben. Erneut wurden die Bauerngüter im Umland herangezogen, um die Soldateska zu versorgen.
Nach dem Aussterben der Linie der Neuburger Pfalzgrafen wurden diese 1777 von den bayerischen Wittelsbachern beerbt. Die Wittelsbacher hoben 1808 das Herzogtum Pfalz-Neuburg/Sulzbach auf und vereinigten dessen Landesteile mit dem neuen Königreich Bayern. Der Raum um Pettendorf wurde damit, wie Kneiting und Mariaort, wieder bayerisch.

### Die neuere Vergangenheit von 1809 bis heute
Während der Napoleonischen Kriege wurde auch Kneiting im Jahr 1809, nach der Schlacht bei Regensburg, in starke Mitleidenschaft gezogen. Auf diese Zeit geht der Verlust sämtlicher Pfarrbücher zurück. Sie waren im Katharinenspital in Regensburg eingelagert, dem Sitz der Pfarrei, und sind seit dem Brand im Jahr 1809 vermutlich verbrannt. Zur Feier der Befreiung von der Herrschaft Napoleons wurde 1815 auf dem Kneitinger Berg ein Freudenfeuer entzündet, was die Pfarrchronik ausdrücklich vermerkt.
Durch königliches Edikt wurden 1818 in Bayern erstmals Gemeinden gebildet. Kneiting wurde dabei zunächst der Gemeinde Niederwinzer zugeordnet und erhielt ab 1836 den Status einer eigenständigen Kommune.
Im Jahr 1833 wies der Lehrer Simon Koller auf reichhaltige Braunkohlevorkommen bei Kneiting hin. Untersuchungen über die Verwertbarkeit der Kohle verliefen positiv. So wurde das Kohlelager durch einen Schacht erschlossen und im Jahre 1834 mit dem Abbau begonnen. Die Grube wurde Schenk und Glück genannt. Nach einiger Zeit musste der Betrieb wegen Unrentabilität wieder eingestellt werden. Die abgesoffene Grube ist inzwischen renaturiert und wird als Schwetzendorfer Baggersee zur Erholung genutzt.
Im Jahr 1838 hatte Kneiting 42 Häuser und 228 Einwohner. Der heutige Hauptort Pettendorf hatte damals lediglich 28 Häuser und 169 Einwohner. Kneiting war zu jener Zeit der weitaus größte Ort im heutigen Gemeindebereich. Zu dieser Zeit wurde auch die neue Straße von Winzer nach Etterzhausen über Mariaort gebaut. Jahrhundertelang führte der Weg zuvor die Reisenden über den Kneitinger Berg. Der noch heute als Alte Straße bezeichnete Weg war eine Staatsstraße, bis sie im Jahr 1878 von den Bürgern Kneitings für den Preis von 60,50 Mark gekauft wurde. Die Straße umfasste damals im Bereich der ehemaligen Alt-Gemeinde Kneiting eine Fläche von zehn Tagwerk.
1885 fand die Königlich-bayerische Obstbaumausstellung in Kneiting statt.

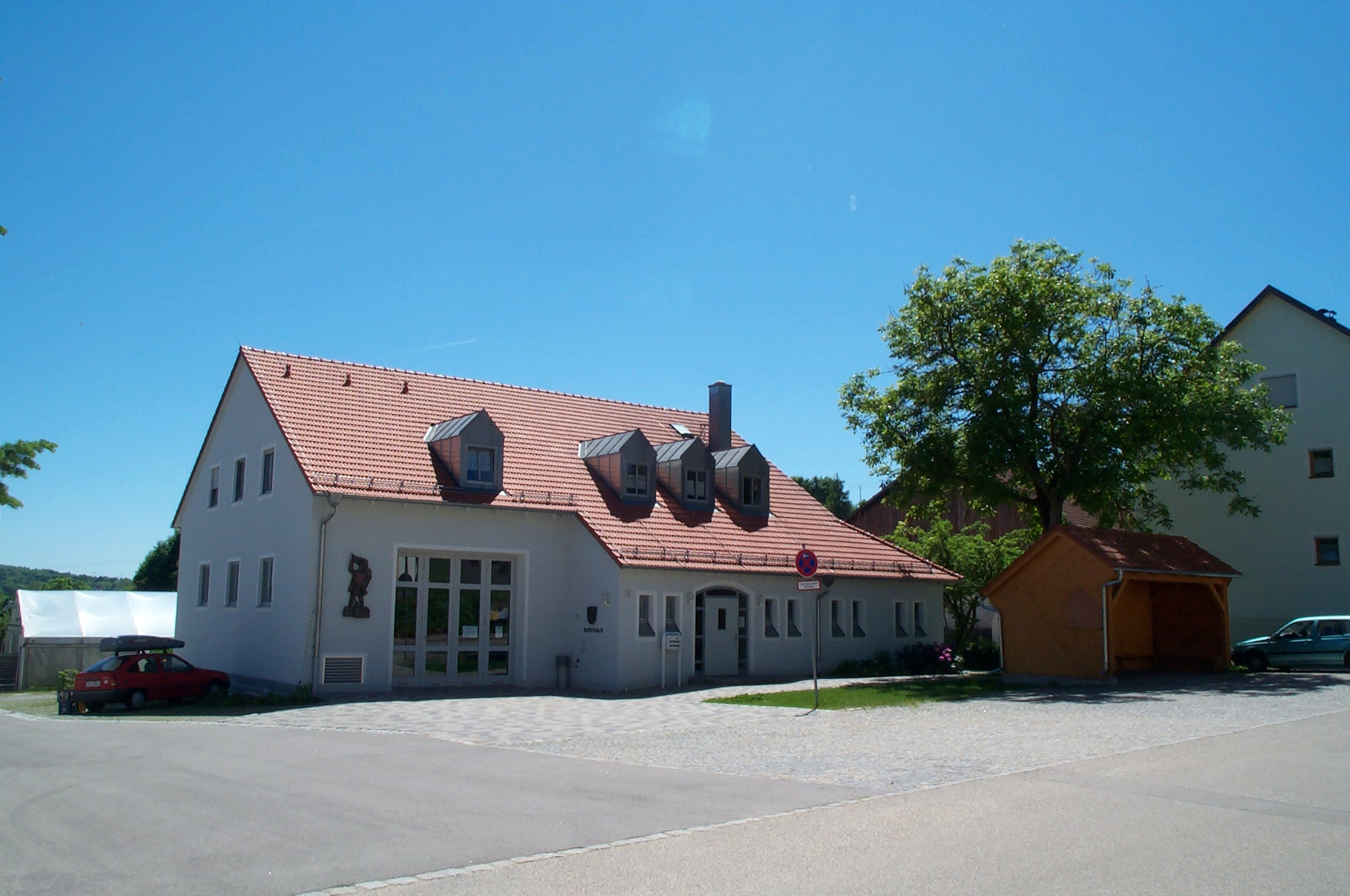
Dorfhaus in Kneiting
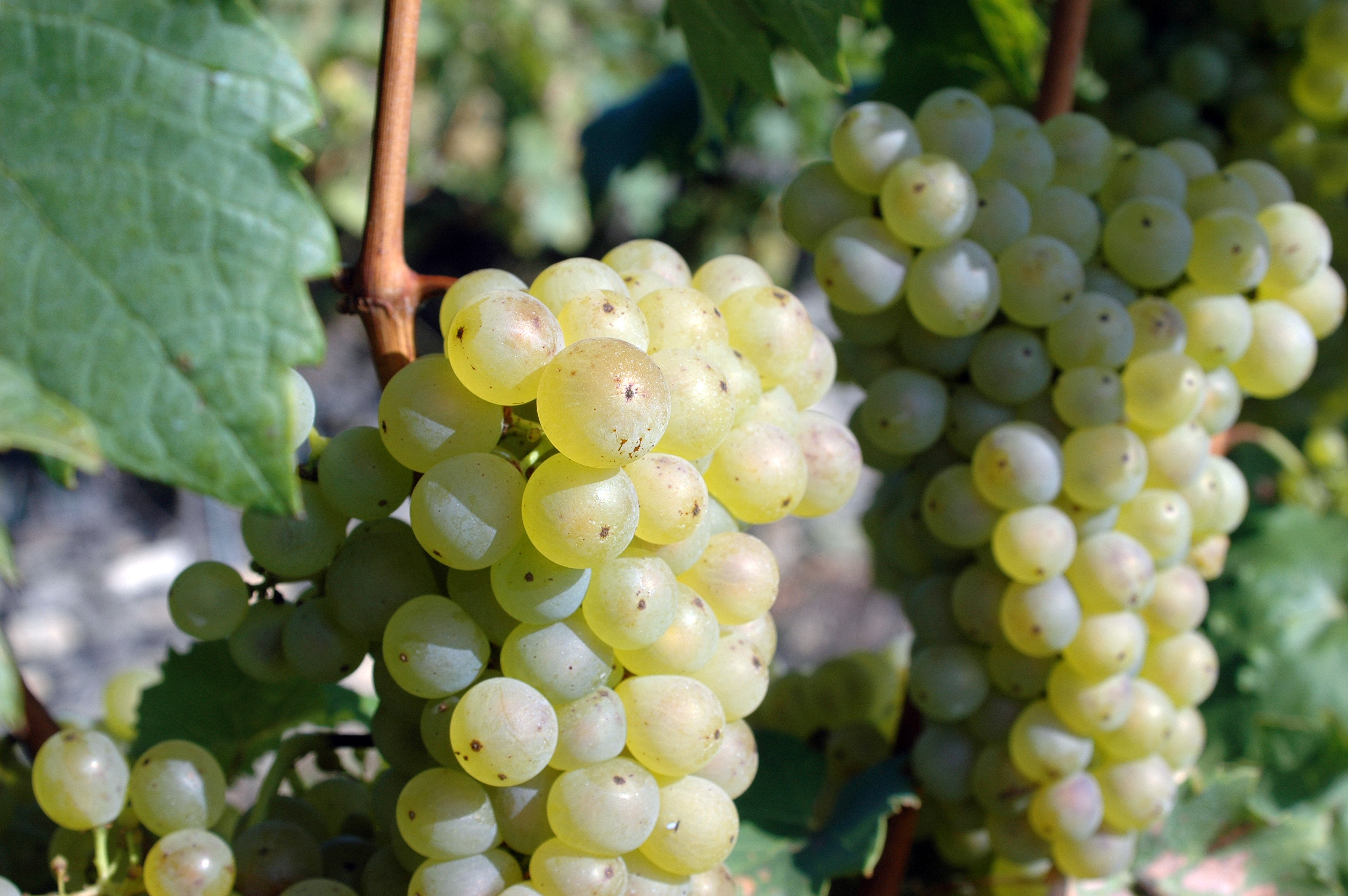
Weinanbau bis ins 19. Jahrhundert
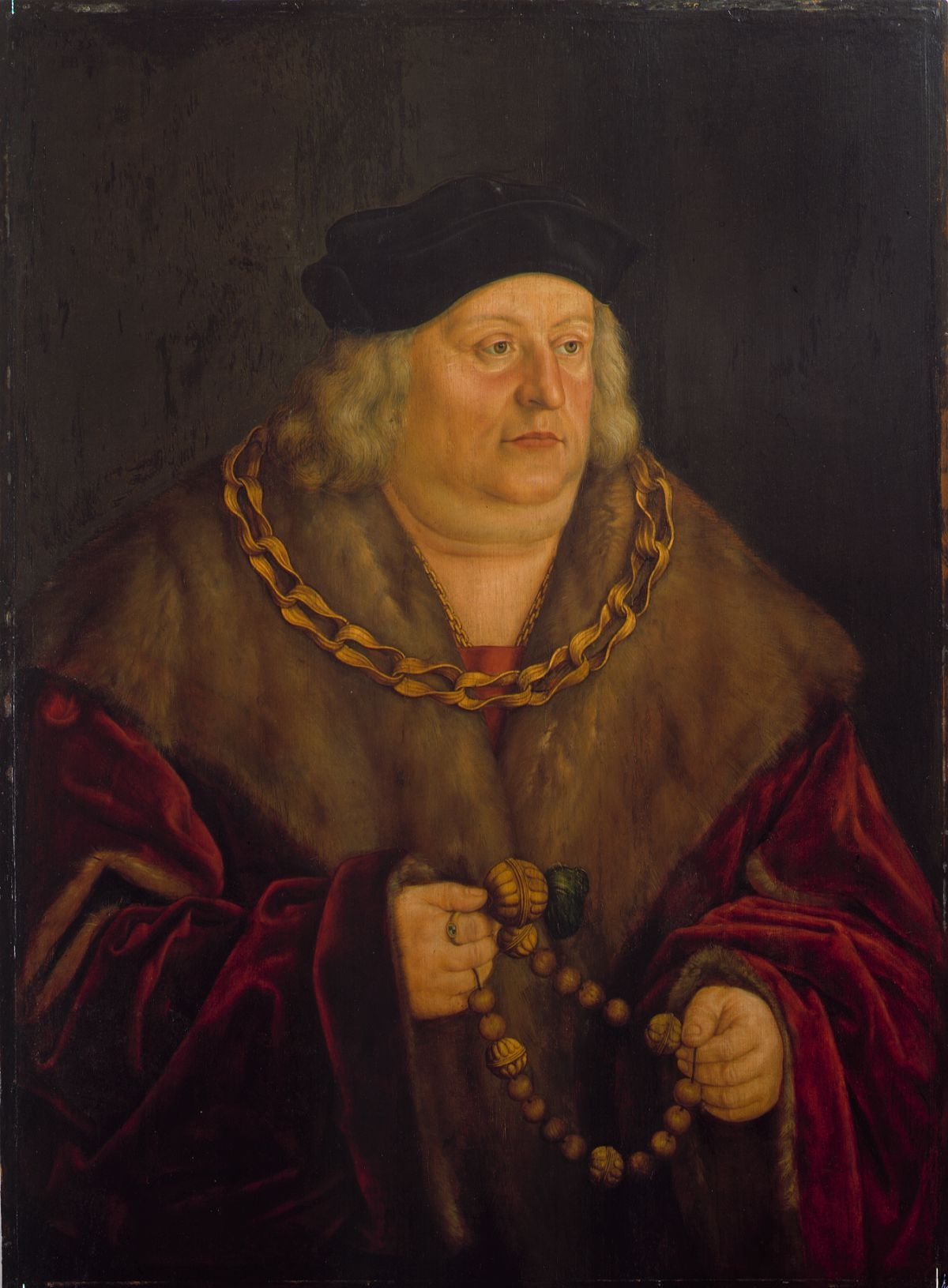
Herzog Albrechts IV.
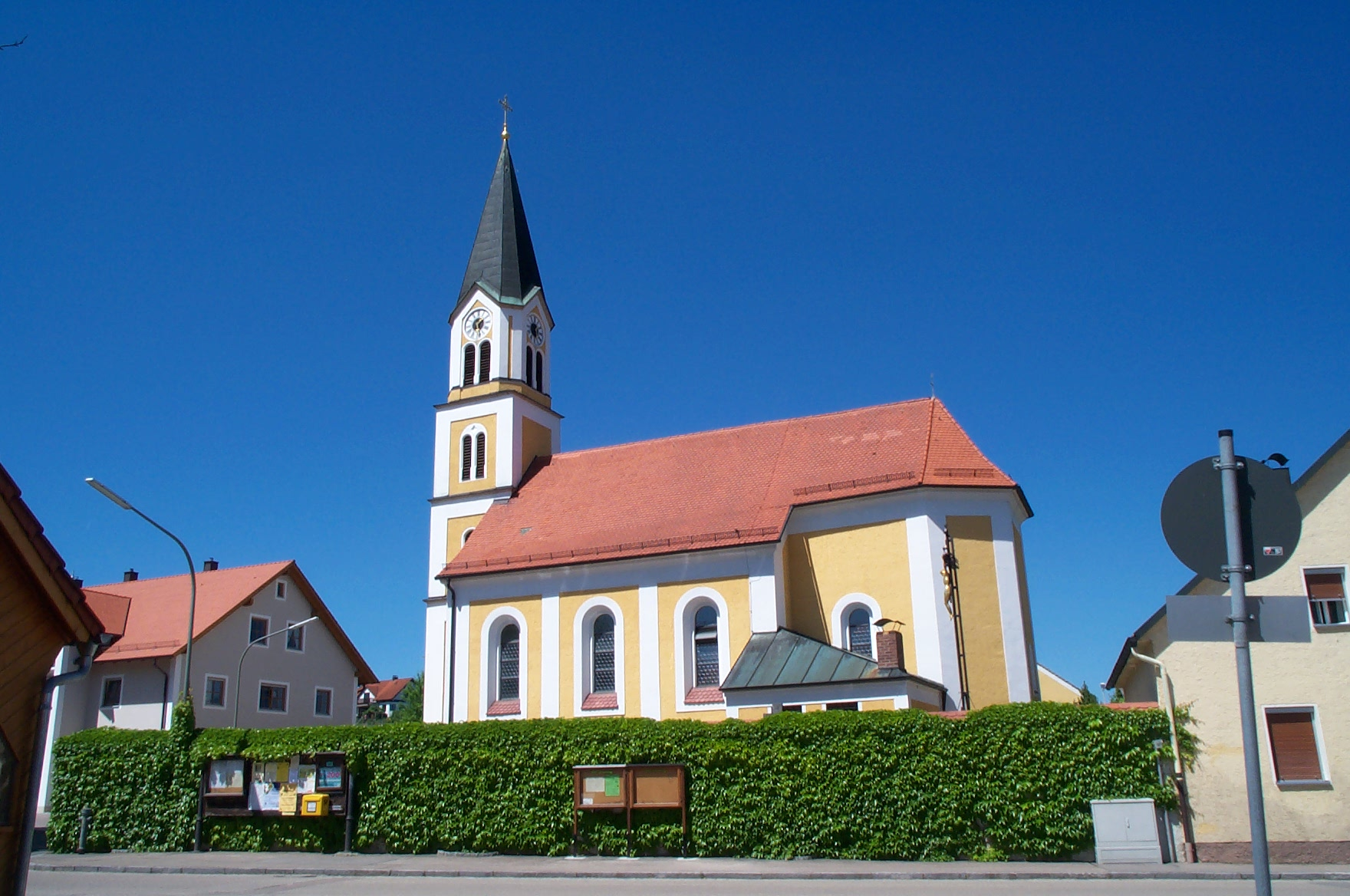
Kirche St. Peter und Paul
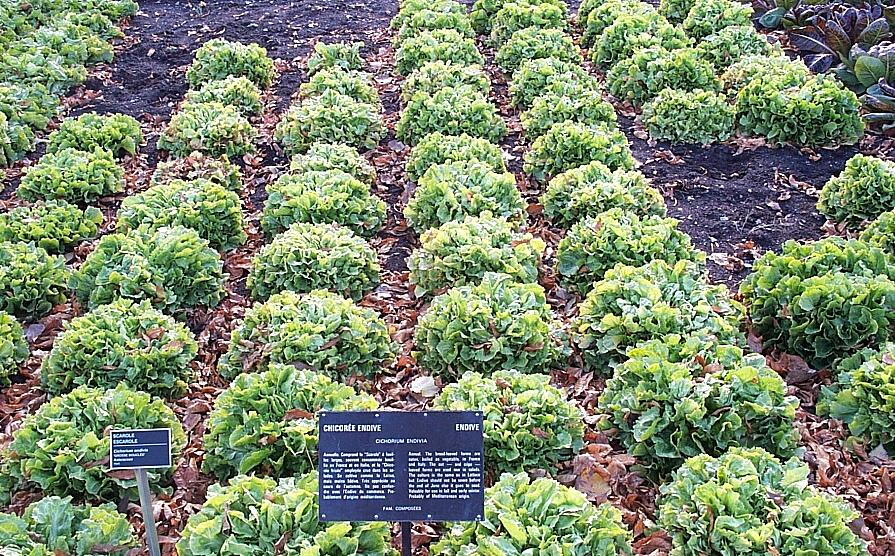
Gemüsebau bestimmt Ortsbild

Im Zweiten Weltkrieg befand sich bei Kneiting eine Flak-Stellung zum Schutz der auf der gegenüberliegenden Donauseite gelegenen Messerschmitt-Werke.
Im Jahr 1963 erwarben Kaufleute aus Regensburg die Flächen zwischen Hinterberg und Kneiting. Schon 1936 war dieser Bereich zum Wohnsiedlungsgebiet erklärt worden. Die Kaufleute wollten dort bis Ende der 1960er Jahre 420 Familienwohnheime und Blocks mit weiteren 220 Wohnungen, eine achtklassige Schule, einen Kindergarten, 3 Lebensmittelgeschäfte, eine Bäckerei und eine Kirche errichten. Die Planungen gingen von einer geschätzten Einwohnerzahl von 3000 für die neue Siedlung aus. Da aber weder Regierung noch Landratsamt diese Pläne genehmigen wollten, scheiterten diese endgültig im Jahr 1974 durch eine Gerichtsentscheidung. In den späten 1970er Jahren war Kneiting auch die Heimat des legendären Jazzclubs Kneiting des Saxophonisten Uli Teichmann und seiner Frau. Da sich mehrere Anwohner über Ruhestörungen beschwerten, musste der Club im Jahr 1981 wegen nicht erfüllbaren Auflagen des Landratsamtes Regensburg schließen. Während der kurzen Bestehenszeit wurden rund 170 Veranstaltungen mit zum Teil mehr als 200 Besuchern pro Event durchgeführt. Bedeutende Jazz-Gruppen aus der ganzen Welt kamen damals nach Kneiting. Auch in Radio und Fernsehen wurde über die Veranstaltungen des Kneitinger Jazzclubs berichtet. Der Jazzclub Kneiting war der Vorläufer des heutigen Jazzclubs Regensburg e. V.
In den letzten Jahren entwickelte sich Kneiting zunehmend zu einem beliebten Wohnvorort der unmittelbar angrenzenden Großstadt Regensburg. Landwirtschaftliche Betriebe mit Tierhaltung gibt es schon seit mehreren Jahrzehnten nicht mehr im Ort. Der Ackerbau um kneiting wird heute sowohl biologisch als auch konventionell betrieben. Nach wie vor wird der Ort durch den Obst- und Gemüsebau maßgeblich geprägt.

### Religion
Kneiting gehört seit dem 1. Mai 2000 zur römisch-katholischen Pfarrei Pettendorf.
Schon 1212 ist eine Kirche in Kneiting belegt. Damals scheint Kneiting eine selbständige Pfarrei gewesen zu sein, da ein Kanonikus von St. Johann aus Regensburg als Pfarrer von Kneiting bezeichnet wurde. Der Abt von St. Jakob in Regensburg überließ 1287 die Kapelle zu Kneiting dem Kloster Walderbach. 1303 wurde der „Äbtissin zu Pettendorf“ das Patronatsrecht für Kneiting eingeräumt. 1307 wurden ein Pfarrer und ein Hilfspriester für Kneiting genannt.
Im Jahr 1442 wurde eine Filialkirche St. Peter und Paul in Kneiting erwähnt, womit der Ort zu dieser Zeit wohl keine eigenständige Pfarrei mehr war. Die Matrikel der Diözese Regensburg aus dem Jahr 1666 erwähnen dagegen Kneiting wieder als eigenständige Pfarrei. Im Jahr 1823 erscheint Kneiting in den Aufzeichnungen als Filialkirche der Pfarrei Winzer (heute ein Stadtteil von Regensburg).
Die Frage, ob Kneiting selbständige Pfarrei oder Filialkirche war, wurde letztmals 1896 beim Erweiterungsbau der Winzerer Kirche diskutiert. Die Kneitinger Bürger weigerten sich, Hand- und Spanndienste zu leisten und verwiesen auf die ehemalige Selbständigkeit ihrer Pfarrei.
Noch bis in die 1950er Jahre hielt der Spitalpfarrer des Katharinenspitals zu Regensburg den Gottesdienst in Kneiting. Dies ging auf die besondere Verbindung der Pfarrei Winzer mit der Spitalpfarrei zurück. Um das Jahr 1600 dürften beide Pfarreien vereinigt worden sein und erst im Jahr 1957 wurde ein eigener Stadtpfarrer für Winzer ernannt. Damit endete auch die Verbindung zwischen Winzer und dem St.-Katharinen-Spital. Der neu ernannte Stadtpfarrer von Winzer betreute auch die Pfarrei Kneiting bis zu deren Zusammenlegung mit der Pfarrei Pettendorf.

## Die Alt-Gemeinde Kneiting (1836 bis 1978)
Von 1836 bis 1978 bildete Kneiting zusammen mit dem angrenzenden Mariaort eine eigenständige Kommune, die Alt-Gemeinde Kneiting.
Im Zuge der Gebietsreform in den 1970er Jahren stimmten der Gemeinderat und die Bevölkerung der Alt-Gemeinde Kneiting für eine Angliederung an Regensburg. Die Regierung der Oberpfalz verfügte jedoch eine Eingemeindung nach Pettendorf. Gegen diese Verfügung klagte die Alt-Gemeinde Kneiting vor dem Bayerischen Verwaltungsgerichtshof, der 1977 die Eingemeindung nach Pettendorf für rechtens entschied. So wurde Kneiting im Jahr 1978 der heutigen Gemeinde Pettendorf angeschlossen.
Bürgermeister der Alt-Gemeinde Kneiting waren:
- 1946–1956: Benedikt Fleischmann
- 1956–1978: Michael Bach

Der Gemeinderat der Alt-Gemeinde Kneiting bestand von 1946 bis 1972 aus dem Bürgermeister und sechs Gemeinderäten. In der letzten Amtsperiode von 1972 bis 1978 gehörten dem Gremium der Bürgermeister und acht Gemeinderäte an.
Im Gemeinderat der heutigen Gemeinde Pettendorf sind seit 1978 auch Bürger aus Kneiting und Mariaort vertreten. Seit 2008 stammt mit Bernhard Weigl Dritte Bürgermeister der Gemeinde Pettendorf aus Kneiting.

## Sehenswürdigkeiten
- Kapelle Unserer Lieben Frau: Die sogenannte Liebfrauenkapelle ist der älteste Kirchenbau in Kneiting und wohl auch in der Gemeinde Pettendorf. Der Überlieferung nach soll bereits vor dem Jahr 1000 eine Holzkirche an diesem Standort gestanden haben, die durch Brand zerstört und dann durch einen Steinbau ersetzt wurde. Der sogenannte Frauenbrunnen war früher als Heilquelle Ziel von Wallfahrern. Der wertvolle Flügelaltar stammt aus dem Jahr 1506.

- Kirche St. Peter und Paul: Die Kirche wurde als zweite Kirche im Ort errichtet. Der erste Nachweis für diese zweite Kirche stammt aus dem Jahr 1442, der heutige Bau ist auf den Anfang des 18. Jahrhunderts zurückzuführen. Der für die Ortschaft Kneiting mit einer Höhe von 35 Metern markante Kirchturm wurde erst im Jahr 1885 errichtet, nachdem der vorherige Turm durch Blitzschlag zerstört worden war und später wegen Baufälligkeit abgerissen werden musste. Der Hochaltar der Kirche stammt aus dem Regensburger Dom und wurde dort wohl im Rahmen der Regotisierung im 19. Jahrhundert entfernt.

- Nonnendenkmal: In die Friedhofsmauer in Kneiting ist ein Denkmal einbezogen, das ursprünglich an der alten Brücke beim Ortseingang stand. Es erinnert an drei Nonnen aus dem Kloster Seligenporten bei Neumarkt, die im Jahr 1369 auf einer Reise nach Regensburg an dieser Stelle im Hochwasser des Brücklgrabens ertranken.

- Der Zunftbaum auf dem Kapellenplatz in Kneiting ist eines der Wahrzeichen des Orts. Er wurde auf Wunsch von Karl Erlinghagen, einem katholischen Geistlichen und Professor an der Universität Regensburg, anlässlich seines 70. Geburtstages im Jahr 1983 errichtet. Erlinghagen zelebrierte über lange Jahre die Gottesdienste in Kneiting. Günther Wasmeier aus Schliersee, Vater des ehemaligen Skiprofis Markus Wasmeier, entwarf und bemalte die Tafeln des Zunftbaums. 1990 wurde der Zunftbaum durch den Orkan Wiebke zerstört und 1993 wieder errichtet. Im Rahmen der Dorferneuerung wurde der Zunftbaum restauriert und im Jahr 2012 an Fronleichnam neu aufgestellt.

- Pfalz-Neuburgischer Grenzstein: Als Ergebnis des Landshuter Erbfolgekriegs wurde der Raum nördlich von Kneiting nach 1505 dem neu gegründeten Fürstentum Pfalz-Neuburg zugeordnet. Zwischen Aichahof, Hinterberg, Günzenried und Kneiting verlief daher die Grenze zu Bayern. Einige Grenzsteine aus dieser Zeit kann man noch nördlich von Kneiting sehen.

- Dorfhaus: Ende der 1990er Jahre wurde das alte Schulhaus in der Ortsmitte abgerissen und die Gemeinde Pettendorf errichtete ein neues Dorfhaus für Kneiting. Es wurde als Multifunktionshaus konzipiert und beheimatet neben der Freiwilligen Feuerwehr auch den örtlichen Schützenverein. Daneben wird das Dorfhaus regelmäßig für Veranstaltungen der Dorfgemeinschaft genutzt.

## Freizeit
- Freiwillige Feuerwehr Kneiting (Gründungsjahr: 1872)
- Schützenverein Birkengrün Kneiting (Gründungsjahr: 1904)
- Landjugend Kneiting (Gründungsjahr: 1967)
- Förderverein Zunftbaum Kneiting e. V.
- Obst- und Gartenbauverein Kneiting

## Persönlichkeiten
- Der langjährige Prior des Regensburger Karmelitenklosters St. Josef und vormalige Direktor des damals vom Konvent betriebenen Knabenseminars, Pater Rupert, wurde 1907 als Michael Heberger in Kneiting geboren. Er verstarb 1977 und wurde in der Karmelitenkirche in Regensburg beigesetzt.[22]